# لوتونینا
لوتونینا (به چکی: Lutonina) یک منطقهٔ مسکونی در جمهوری چک است که در ناحیه زلین واقع شده‌است. لوتونینا ۶٫۱۳ کیلومتر مربع مساحت و ۳۹۶ نفر جمعیت دارد و ۳۲۹ متر بالاتر از سطح دریا واقع شده‌است.